# Roy Amundsen
Roy Amundsen (Notodden, 24 aprile 1955) è un ex calciatore norvegese, di ruolo portiere.